# Obrigheim
Obrigheim (Nam Franconia: Owweringe) là một thị xã nằm ở huyện Neckar-Odenwald-Kreis, thuộc bang Baden-Württemberg, Đức. Đây là nơi đặt Nhà máy điện hạt nhân Obrigheim.